# Masonboro
Masonboro és una concentració de població designada pel cens dels Estats Units a l'estat de Carolina del Nord. Segons el cens del 2000 tenia 11.812 habitants.

## Demografia
Segons el cens del 2000, Masonboro tenia 11.812 habitants, 4.253 habitatges i 3.474 famílies. La densitat de població era de 761,4 habitants per km².
Dels 4.253 habitatges en un 42,3% hi vivien nens de menys de 18 anys, en un 73% hi vivien parelles casades, en un 6,9% dones solteres, i en un 18,3% no eren unitats familiars. En el 14,3% dels habitatges hi vivien persones soles el 4,6% de les quals corresponia a persones de 65 anys o més que vivien soles. El nombre mitjà de persones vivint en cada habitatge era de 2,78 i el nombre mitjà de persones que vivien en cada família era de 3,08.
Per edats la població es repartia de la següent manera: un 28,8% tenia menys de 18 anys, un 5% entre 18 i 24, un 30,3% entre 25 i 44, un 26,7% de 45 a 60 i un 9,2% 65 anys o més.
L'edat mediana era de 38 anys. Per cada 100 dones de 18 o més anys hi havia 92,8 homes.
La renda mediana per habitatge era de 65.110 $ i la renda mediana per família de 68.005 $. Els homes tenien una renda mediana de 51.707 $ mentre que les dones 34.740 $. La renda per capita de la població era de 27.519 $. Entorn del 2,9% de les famílies i el 4,3% de la població estaven per davall del llindar de pobresa.

## Poblacions més properes
El següent diagrama mostra les poblacions més properes.